# Amazophrynella matses
Amazophrynella matses é uma espécie de anfíbio anuro da família Bufonidae. Está presente no Peru.